# Église Notre-Dame d'Argenteuil
Pour les articles homonymes, voir Église Notre-Dame et Argenteuil.
L’église Notre-Dame d’Argenteuil, dite l'église de fer, était une église construite entre 1854 et 1862 à Ohain, par l’architecte Raymond Carlier, sur commande de Ferdinand-Philippe de Meeûs,.
De conception entièrement nouvelle, cette grande première, bien avant la naissance de la Tour Eiffel de Paris fut un échec qui ne dura pas 8O ans.  La faute fut attribuée aux maçons qui introduisaient le fer entre les briques.  Très vite, l'apparition de rouille se manifesta et ce n'était que le début des aventures.  Une cloche de 1200 kilos se trouvait au côté d'une plus petite.  On dut les faire taire afin d'éviter des accidents.  Dans l'église  néo-gothique, Jean-Baptiste Béthune  (architecte-) créa le maître-autel majeur et ses statues et les confessionnaux.  Un chemin de croix en marbre majestueux ne présentait que la tête du Christ suivant les différentes stations.  
L'inauguration le 29 septembre 1861 est présidée par Monseigneur Xavier de Merode, archevêque de Mitylène, et des médailles commémoratives sont distribuées aux participants de cette journée et aux enfants de l'école voisine (actuelle école saint-Ferdinand) par Anne-Marie Meeûs, la veuve du comte Ferdinand de Meeûs et ses enfants.
De style gothique, sa particularité, était d'être entièrement construite en fer. Elle abritait des vitraux de Jean-Baptiste Capronnier. Ils furent enlevés et détruits par les Aumôniers du Travail et les débris enterrés dans leur jardin.  La tour de l'église de fer est ensuite dynamitée.  La grande cloche est enlevée par l'autorité allemande pour être fondue afin d'en faire des canons.  La petite sert encore à la chapelle actuelle.
L'église de fer est ainsi démolie en 1941 et remplacée par une chapelle de style roman en briques. De nouveaux vitraux souvent armoriés représentent des portraits de saint(e)s (Ludovic, Cécile, Isabelle, Marguerite, etc.).
Sa crypte abrite les tombes de Ferdinand-Philippe de Meeûs, de son épouse Anne et de certains de leurs descendants.